# Mühltalbach (Ammersee)
Der Mühltalbach ist ein etwa 6,4 km langer Zufluss zum Ammersee in Oberbayern.

## Verlauf
Der Bach entsteht beim Weiler Hartschimmel, fließt nordwärts durch das Waldgebiet östlich des Ammersees
am Naturdenkmal Strunzwiese vorbei. Im oberen Lauf befinden sich wertvolle Magerwiesen.
Am Mühlfeld teilt sich der nun nur noch Mühlbach genannte Bach in einen zweiten Lauf, der früher eine Mühle betrieben hat, welche direkt am Ammerseeufer steht.